# Piper daedalum
Piper daedalum är en pepparväxtart som beskrevs av William Trelease. Piper daedalum ingår i släktet Piper och familjen pepparväxter. Inga underarter finns listade i Catalogue of Life.